# Psammobatis rudis
Psammobatis rudis es una especie de pez de la familia de los Rajidae en el orden de los Rajiformes.

## Reproducción
Es ovíparo y las hembras ponen huevos envueltos en una cápsula córnea.

## Hábitat
Es un pez de mar y de Clima templado y demersal.

## Distribución geográfica
Se encuentra en el Océano Atlántico suroccidental y el Pacífico suroriental: Argentina y Chile.

## Observaciones
Es inofensivo para los humanos.